# Декюла (Джорджія)
Декюла (англ. Dacula) — місто (англ. city) в США, в окрузі Гвіннетт штату Джорджія. Населення — 6882 особи (2020).

## Географія
Декюла розташована за координатами 33°58′53″ пн. ш. 83°53′21″ зх. д. / 33.98139° пн. ш. 83.88917° зх. д. (33.981287, -83.889263).  За даними Бюро перепису населення США в 2010 році місто мало площу 12,92 км², з яких 12,85 км² — суходіл та 0,08 км² — водойми. В 2017 році площа становила 13,89 км², з яких 13,82 км² — суходіл та 0,07 км² — водойми.

## Демографія
Згідно з переписом 2010 року, у місті мешкали 4442 особи в 1472 домогосподарствах у складі 1183 родин. Густота населення становила 344 особи/км².  Було 1600 помешкань (124/км²).
Расовий склад населення:
| - 76,6 % — білих - 11,3 % — чорних або афроамериканців - 3,2 % — азіатів - 0,3 % — корінних американців - 0,1 % — вихідців з тихоокеанських островів - 5,4 % — осіб інших рас |

До двох чи більше рас належало 3,1 %. Частка іспаномовних становила 13,6 % від усіх жителів.
За віковим діапазоном населення розподілялося таким чином: 28,4 % — особи молодші 18 років, 63,3 % — особи у віці 18—64 років, 8,3 % — особи у віці 65 років та старші. Медіана віку мешканця становила 35,2 року. На 100 осіб жіночої статі у місті припадало 96,8 чоловіків;  на 100 жінок у віці від 18 років та старших — 93,7 чоловіків також старших 18 років.
Середній дохід на одне домашнє господарство  становив 56 170 доларів США (медіана — 52 767), а середній дохід на одну сім'ю — 59 199 доларів (медіана — 48 052). Медіана доходів становила 53 203 долари для чоловіків та 43 045 доларів для жінок. За межею бідності перебувало 19,1 % осіб, у тому числі 26,5 % дітей у віці до 18 років та 11,9 % осіб у віці 65 років та старших.
Цивільне працевлаштоване населення становило 1860 осіб. Основні галузі зайнятості: роздрібна торгівля — 22,2 %, науковці, спеціалісти, менеджери — 20,0 %, будівництво — 13,6 %, фінанси, страхування та нерухомість — 11,7 %.